# Третий путь (Палестинская национальная администрация)
Третий путь (араб.  الطريق الثالث‎) — небольшая центристская палестинская политическая партия, активная в Палестинской национальной администрации (ПНА). Основана 16 декабря 2005 года лидерами партии Салямом Фаядом и Ханан Ашрауи.

## История
На выборах PLC в январе 2006 года партия получила 2,41% голосов избирателей и получила два из 132 мест в Совете. После неутешительных результатов выборов партия исчезла с палестинской арены, но в июле 2015 года лидеры партии провели серию встреч в Рамалле и Хевроне, чтобы обсудить способность партии возобновить свою платформу и вернуться.
Партия позиционирует себя как альтернативу двухпартийной системы ХАМАС и ФАТХ.
15 июня 2007 года председатель Палестинской национальной администрации Махмуд Аббас назначил Саляма Файяда новым премьер-министром правительства ПНА после захвата Хамасом сектора Газа.

## Участники
Основатель партии Салям Файад занимал пост министра финансов в правительстве Палестинской автономии с февраля 2005 года , но ушёл в отставку в конце 2005 года, чтобы баллотироваться на выборах 2006 года.  15 июня 2007 года президент Палестинской национальной администрации Махмуд Аббас назначил Салама Файяда премьер-министром нового чрезвычайного правительства после захвата Хамасом сектора Газа.